# Cantó d'Épinay-sur-Seine
El cantó d'Épinay-sur-Seine és un cantó francès del departament de Sena Saint-Denis, situat al districte de Saint-Denis. Des del 2015 té 3 municipis..

## Municipis
- Épinay-sur-Seine (en part)
- Pierrefitte-sur-Seine
- Villetaneuse

## Història
| Data d'elecció                           | Identitat           | Partit                    | Qualitat |
| ---------------------------------------- | ------------------- | ------------------------- | -------- |
| 1967-1973                                | Fernand Belino      | PCF                       |          |
| 1973-1988                                | Gilbert Bonnemaison | PS                        |          |
| 1988-1992                                | Serge Méry          | PS                        |          |
| 1992-1997                                | Bruno Le Roux       | PS                        |          |
| 1997-2011                                | Serge Méry          | PS, després divers gauche |          |
| 2011-                                    | Hervé Chevreau      | MoDem, després UDI        |          |
| les dades anteriors no són pas conegudes |                     |                           |          |
|                                          |                     |                           |          |

## Demografia
| A partir de 1990: Població sense dobles comptes |